# John Alsop King
John Alsop King, född 3 januari 1788 i New York, död 7 juli 1867 i Queens County, New York, var en amerikansk politiker.
King kom från en politisk familj. Fadern Rufus King var ledamot av USA:s senat och federalisternas presidentkandidat i presidentvalet i USA 1816. Morfadern John Alsop hade varit ledamot av kontinentala kongressen. Brodern James G. King var i sin tur ledamot av USA:s representanthus från New Jersey.
King gick i Harrow School i London, medan fadern var USA:s minister i Storbritannien.
Han var ledamot av USA:s representanthus från New York för whigpartiet 1849-1851 och republikansk guvernör i New York 1857-1858.
Dottern Elizabeth Ray King var gift med generalen och kongressledamoten Henry Van Rensselaer.
John Alsop Kings grav finns på Grace Episcopal Churchyard i Jamaica, Queens.